# Ликофрон (сын Периандра)
Ликофрон (др.-греч. Λυκόφρων; VII—VI века до н. э.) — древнегреческий политический деятель, сын тирана Коринфа Периандра из династии Кипселидов.
Ликофрон был одним из двух сыновей Периандра от его брака с Мелиссой — дочерью Прокла, тирана Эпидавра. Когда Периандр убил жену, Прокл постарался настроить Ликофрона против отца; тогда Периандр сначала выгнал сына из дома, а потом отправил его в изгнание в Керкиру. Согласно Геродоту, позже Периандр предложил Ликофрону вернуться в Коринф и унаследовать его власть, но тот ответил отказом. Тиран добился своего, только когда пообещал, что сам поселится в Керкире. Однако жители этого города, узнав о таком уговоре, убили Ликофрона.